# 東大邱ジャンクション
東大邱ジャンクション（トンデグジャンクション）は大韓民国大邱広域市東区にある京釜高速道路（1号線）と大邱-釜山高速道路（55号線）を結ぶジャンクションである。

## 歴史
- 1969年12月19日 大邱インターチェンジとして開通。
- 1972年4月5日東大邱インターチェンジに改称。
- 2006年東大邱ジャンクションに改称。

## 接続する路線

### ソウル・釜山方面
- 京釜高速道路（22番）、中央高速道路（12番）（重複区間）

### 密陽・釜山方面
- 大邱-釜山高速道路（12番）

## 隣
京釜高速道路
永川IC- 東大邱JCT  - 道洞JCT
大邱-釜山高速道路
東大邱IC - 東大邱JCT
座標: 北緯35度53分6.8秒 東経128度41分35.5秒 / 北緯35.885222度 東経128.693194度